# خفج
الخفج أو الخافِج (الاسم العلمي: Diplotaxis) هو جنس من النباتات يتبع الفصيلة الكرنبية من رتبة الكرنبيات., وهي نبات عشبي حولي يتبع الفصيلة الصليبية، الفجيلة هي نبتة سنوية. أصل النبتة من أوروبا، يتواجد منها من 32 إلى 34 نوع مختلف. لون النبتة غالبا اصفر، ولكن يوجد أيضا اللون الابيض البنفسجي.  تعتبر من الحشائش الضارة وتنمو بكثرة في حقول القمح والشعير، يتراوح ارتفاعها بين 30 -70سم، مغطى بالشعر. الساق قائم متفرع، يغطي قاعدته شعر متصلب، أما الجزء العلوي فيكون بشعر كثيف أو خفيف.
نبات الفجيلة من النباتات البرية السامة ولكن بعد تجفيف الأوراق والسيقان تمامًا يفقد خصائصه السامة. تستعمل بذور نبتة الفجيلة في عدة علاجات مختلفة منها التهاب مفاصل الركبة عن طريق طحن حبوبها وصنع مرهم منه ويوضع على قطعة من القطن وتلف به الركبة كضمادة ليوم واحد. يمكن أيضا استخلاص الزيت من البذرة في آلات التشحيم.
تستخدم أيضا النبتة لصنع الخردل الذي يستعمل على الطعام بسبب طعمه اللاذع والحار.